# Fabrício Mafra

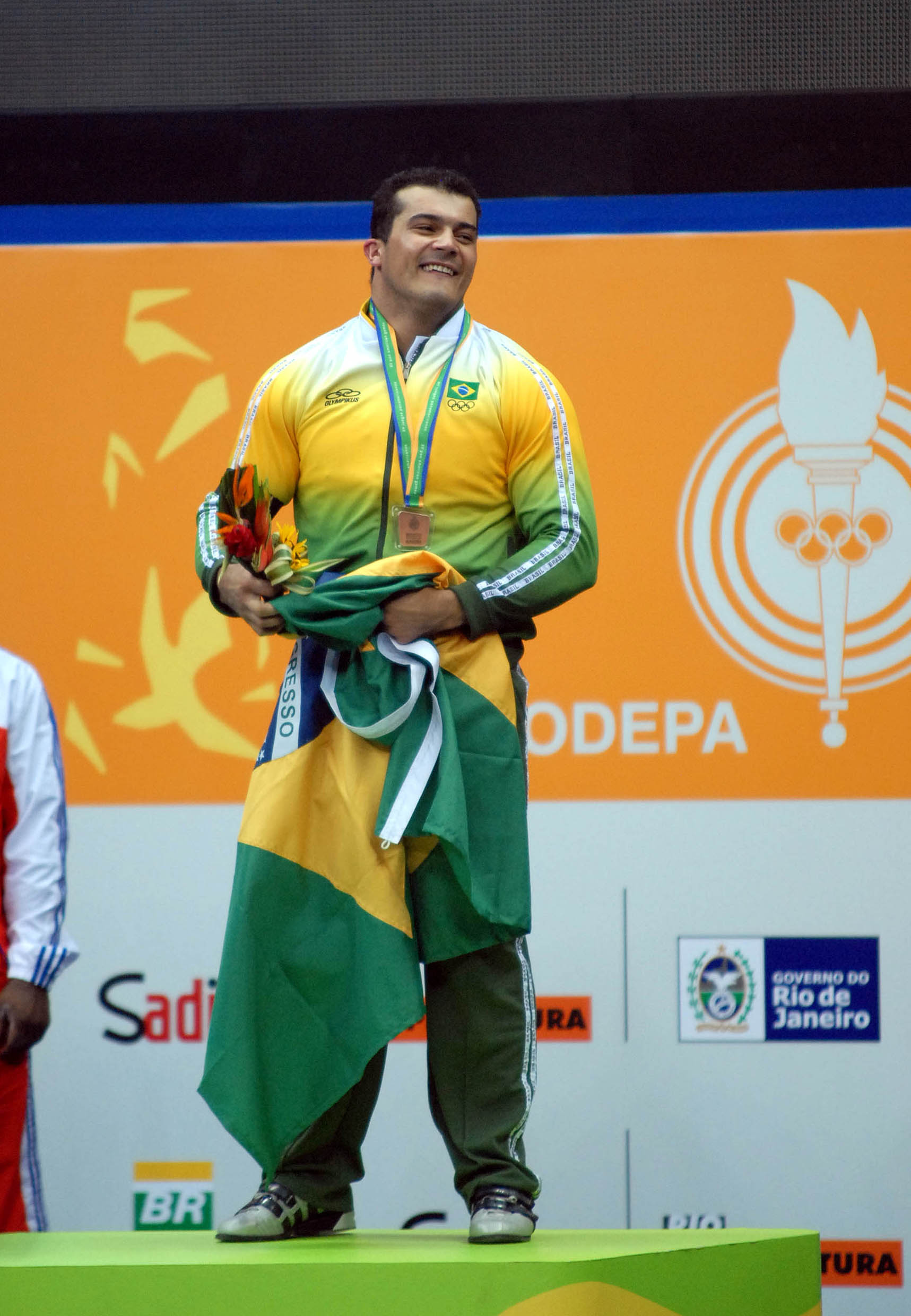
Fabrício Mafra in Rio de Janeiro 2007

Fabrício Francisco Mafra (* 6. März 1982 in Viçosa, Minas Gerais) ist ein brasilianischer Gewichtheber.

## Werdegang
Mafra nahm 2007 an den Panamerikanischen Spielen in Rio de Janeiro teil. In der Kategorie bis 105 kg gewann er zunächst die Bronzemedaille. Nach dem Nachweis von Testosteron-Doping erkannte ihm die Pan American Sports Organization (PASO) die Medaille ab.